# Walter Behrendt (Politiker)

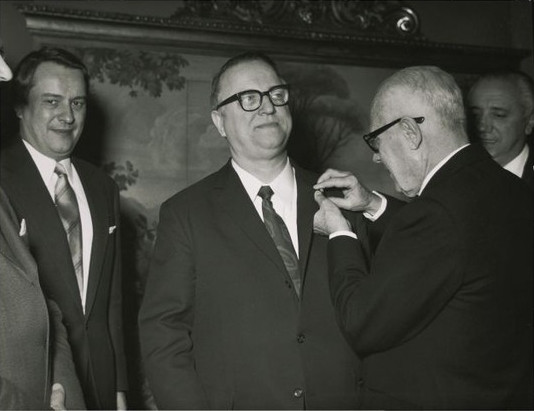
Walter Behrendt und Sandro Pertini, 1972

Walter Behrendt (* 18. September 1914 in Dortmund; † 23. Juli 1997 ebenda) war ein deutscher sozialdemokratischer Politiker. Von 1971 bis 1973 war er Präsident des Europäischen Parlaments.

## Leben und Beruf
Walter Behrendt wurde am 18. September 1914 in Dortmund als Sohn eines Bergarbeiters geboren. Er besuchte die Volksschule; eine lange und schwere Krankheit der Mutter verhinderte eine höhere Schulbildung. Nach einer kaufmännischen Lehre bildete sich Behrendt über ein fünfsemestriges Seminar-Studium zum Bilanzbuchhalter weiter. Er nahm von 1939 bis 1944 als Soldat am Zweiten Weltkrieg teil und geriet zuletzt als Oberfeldwebel eines Heeresflieger-Abwehrbataillons in französische Kriegsgefangenschaft, aus der er 1945 entlassen wurde. Von 1949 bis 1954 war Behrendt als Industriekaufmann tätig. 1954 wurde er Redakteur der Werkszeitung „Westfalenhütte“ in der Presseabteilung der Hoesch-Westfalenhütte AG in Dortmund. Er war zeitweilig Mitglied des Aufsichtsrates der Dortmunder Stadtwerke AG und der Dortmunder Hafen und Eisenbahn AG.
Er schloss sich 1948 der Freireligiösen Gemeinde in Dortmund an, außerdem war er Mitglied der Dortmunder Freimaurerloge Zur alten Linde. Er hatte eine Tochter. Walter Behrendt starb am 23. Juli 1997 im Alter von 82 Jahren in Dortmund.

## Partei
Nachdem er zuvor schon der Sozialistischen Arbeiterjugend und dem Arbeitersportverein angehört hatte, trat Behrendt 1932 der SPD bei. Von 1945 bis 1947 war er Vorsitzender der Jungsozialisten für das Gebiet Dortmund, Lünen und Castrop-Rauxel. 1951/52 war Behrendt Ortsvorsitzender der SPD Altenderne. Von 1952 an war er drei Jahre lang Kreisvorsitzender der Dortmunder SPD. Von 1970 bis 1971 war er noch einmal Unterbezirksvorsitzender der Dortmunder SPD.

## Abgeordneter
Von 1952 bis zu seinem Wechsel in den Bundestag 1957 war Behrendt Mitglied des Stadtrates von Dortmund. 
Dem Deutschen Bundestag gehörte er von der Bundestagswahl 1957 bis 1976 an. Er vertrat den Wahlkreis Dortmund III im Parlament. Von 1961 bis zum 26. Januar 1967 war er stellvertretender Vorsitzender des Bundestagsausschusses für Arbeit.
Am 26. Januar 1967 wurde Walter Behrendt als Nachfolger Käte Strobels in das Europaparlament berufen, wo er 1970 zum Vizepräsidenten gewählt wurde. Im März 1971 wurde er mit den Stimmen der Sozialisten, Liberalen und Gaullisten zum Präsidenten des Europaparlaments gewählt. Nach zweijähriger Amtszeit wurde er noch einmal zum Vizepräsidenten gewählt und behielt dieses Amt bis zu seinem Ausscheiden aus dem Europaparlament am 19. Januar 1977.

## Ehrungen
Walter Behrendt wurde 1968 mit dem Verdienstkreuz 1. Klasse der Bundesrepublik Deutschland, 1973 mit dem Großen Verdienstkreuz, 1976 mit dem Großen Verdienstkreuz mit Stern ausgezeichnet. Die Stadt Dortmund verlieh ihm 1979 den Ehrenring der Stadt. Seit 2003 ist eine Straße im Dortmunder Stadtteil Derne nach Walter Behrendt benannt.